# Moonen

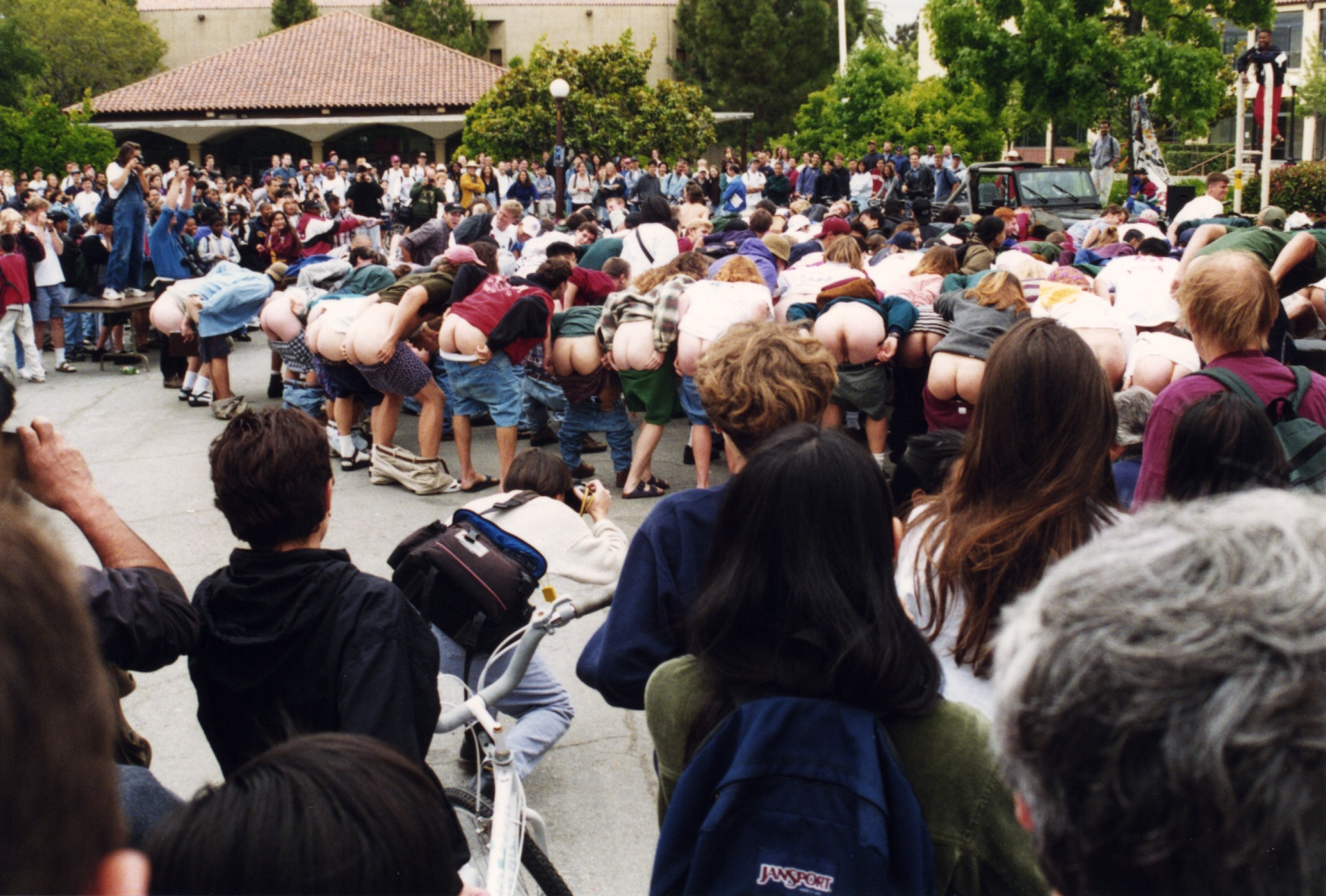
Moonende studenten

Moonen is het opzettelijk ontbloten en toekeren van het eigen achterwerk naar een ander om deze ander te beledigen, in verlegenheid te brengen, of voor de grap. Het Engelse leenwoord is afkomstig van de Engelse uitdrukking mooning. Het verschil met het zogenaamde flashing is dat moonen niet seksueel is. Bovendien worden meestal niet opzettelijk de geslachtsdelen getoond. Moonen wordt meestal als een belediging opgevat.
Al bij de Slag bij Crécy in 1346 keerden honderden Normandische soldaten hun blote billen naar de Engelse boogschutters. De meesten bekochten deze daad met hun leven. Zie voor een soortgelijk incident uit het jaar 1182, in Duitsland, onder Bardowick.
De billen werden in Angelsaksische landen wel aangeduid met de metafoor moon vanwege de gelijkenis tussen ontblote billen (van een blank persoon) en de volle maan. De uitdrukking "mooning" was echter gereserveerd voor de betekenis van (romantisch) wandelen in het maanlicht. Vanaf 1968 werd de uitdrukking door Amerikaanse studenten gebruikt voor het ontbloten van de billen.

## Strafbaar

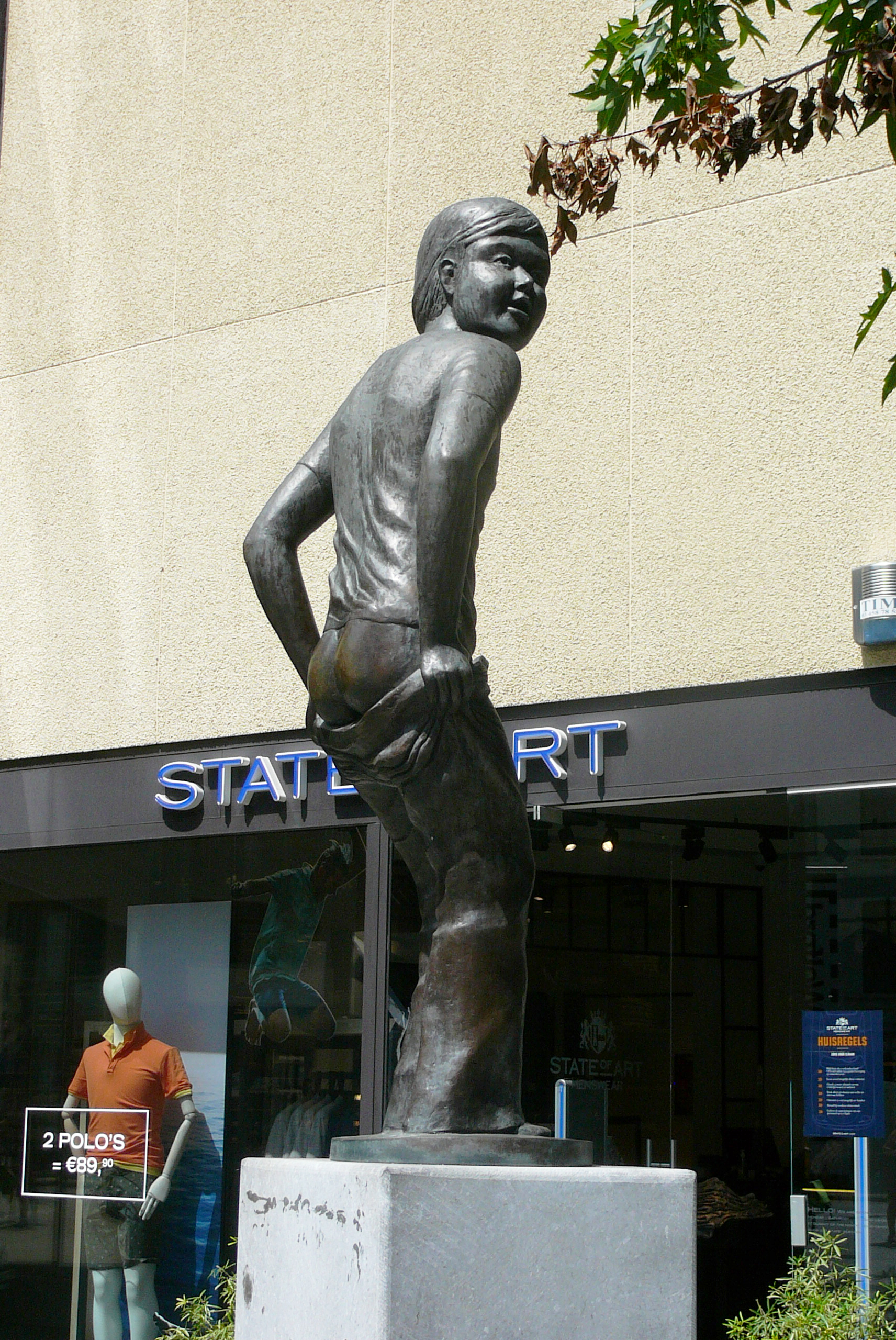
Den deugniet te Antwerpen.

Het ontbloten van de billen is meestal niet strafbaar of wordt geschaard onder overtredingen als belediging, aanstootgevend gedrag of naaktloperij. Het Court of Appeal van Maryland oordeelde dat moonen onder het recht van vrije meningsuiting viel onder de voorwaarde dat de geslachtsdelen niet werden getoond, waarmee de enige significante mooning-zaak in de Verenigde Staten was afgedaan. Andere landen zijn minder liberaal hierin. In 2003 kregen twee Britse toeristen in Griekenland een boete van 920 euro opgelegd wegens moonen. In 2007 werd een Ierse student in Senegal veroordeeld tot zes maanden gevangenisstraf wegens het ontbloten van zijn billen. Het moonen in de richting van een koninklijk paleis wordt weleens gedaan als studentengrap (België) of uit protest tegen de monarchie (Groot-Brittannië). In Groot-Brittannië zijn hier mensen voor gearresteerd, het is niet bekend of en welke straf zij kregen.

## Jaarlijks moonen in Californië
In de Amerikaanse plaats Laguna Niguel is het nu al ruim 30 jaar de gewoonte om begin juli op één specifieke plaats massaal te moonen in het zicht van treinreizigers. Een en ander wordt oogluikend door de plaatselijke overheid toegestaan, al worden er in toenemende mate regels gesteld om uitwassen tegen te gaan.